# Đông Thành, Tây Ninh
Đông Thành là xã thuộc tỉnh Tây Ninh, Việt Nam.

## Địa lý
Xã Đông Thành nằm bên sông Vàm Cỏ Đông, có vị trí địa lý:
- Phía đông giáp xã Hiệp Hòa
- Phía tây giáp Campuchia
- Phía nam giáp xã Đức Huệ và xã Bình Thành
- Phía bắc giáp xã Mỹ Quý

Theo thống kê năm 2025, thị trấn có diện tích 130,94 km², dân số là 27.169 người.

## Lịch sử
Thị trấn Đông Thành được thành lập vào ngày 23 tháng 11 năm 1991 trên cơ sở tách một phần diện tích và dân số của xã Mỹ Thạnh Đông.

## Giao thông
Tỉnh lộ 839 chạy qua địa bàn thị trấn, là trục đường chính của thị trấn.
Thị trấn nằm trên đường hành lang biên giới (quốc lộ 14C kéo dài và tuyến N1): Điểm cuối của tuyến quốc lộ 14C kéo dài bắt đầu từ Bù Gia Mập (ranh giới tỉnh Đắk Nông) – Ngã 3 Lộc Tấn – Lộc Thịnh – Minh Đức – Kà Tum – Tân Thanh – Thành Long – giao tuyến N1 (Đông Thành – tỉnh Long An) và mở đầu của tuyến N1 dài khoảng 105 km từ Đông Thành (tỉnh Long An) đến địa giới tỉnh Đồng Tháp.
Trong đợt cải cách hành chính Việt Nam năm 2025, theo Nghị quyết số 1682/NQ–UBTVQH15 thị trấn Đông Thành và các xã Mỹ Thạnh Tây, Mỹ Thạnh Đông, Mỹ Bình thuộc huyện Đức Huệ, tỉnh Long An sẽ được sáp nhập và thành lập xã Đông Thành, tỉnh Tây Ninh.